# Pachyphyllum debedoutii
Pachyphyllum debedoutii är en orkidéart som beskrevs av Pedro Ortiz Valdivieso. Pachyphyllum debedoutii ingår i släktet Pachyphyllum och familjen orkidéer.
Artens utbredningsområde är Colombia. Inga underarter finns listade i Catalogue of Life.